# Carapa procera
Carapa procera är en tvåhjärtbladig växtart som beskrevs av Dc.. Carapa procera ingår i släktet Carapa och familjen Meliaceae. Utöver nominatformen finns också underarten C. p. palustre.